# Сента
Сента (на сръбски: Сента, произнася се [sɛ̌ːnta]; на унгарски: Zenta, произнася се [ˈzɛntɒ]; на румънски: Zenta) е град и община, разположена в Севернобанатския окръг на автономна област Войводина, Сърбия. Разположен е на брега на река Тиса в географския район Бачка. Градът има население от 18 704 души, а община Сента има 23 316 жители (по данни от преброяването от 2011 г.).

## Селища
Община Сента включва град Сента и 4 села. Селата са:
- Горни Брег
- Богараш
- Торньош
- Кеви